# Pitts Special

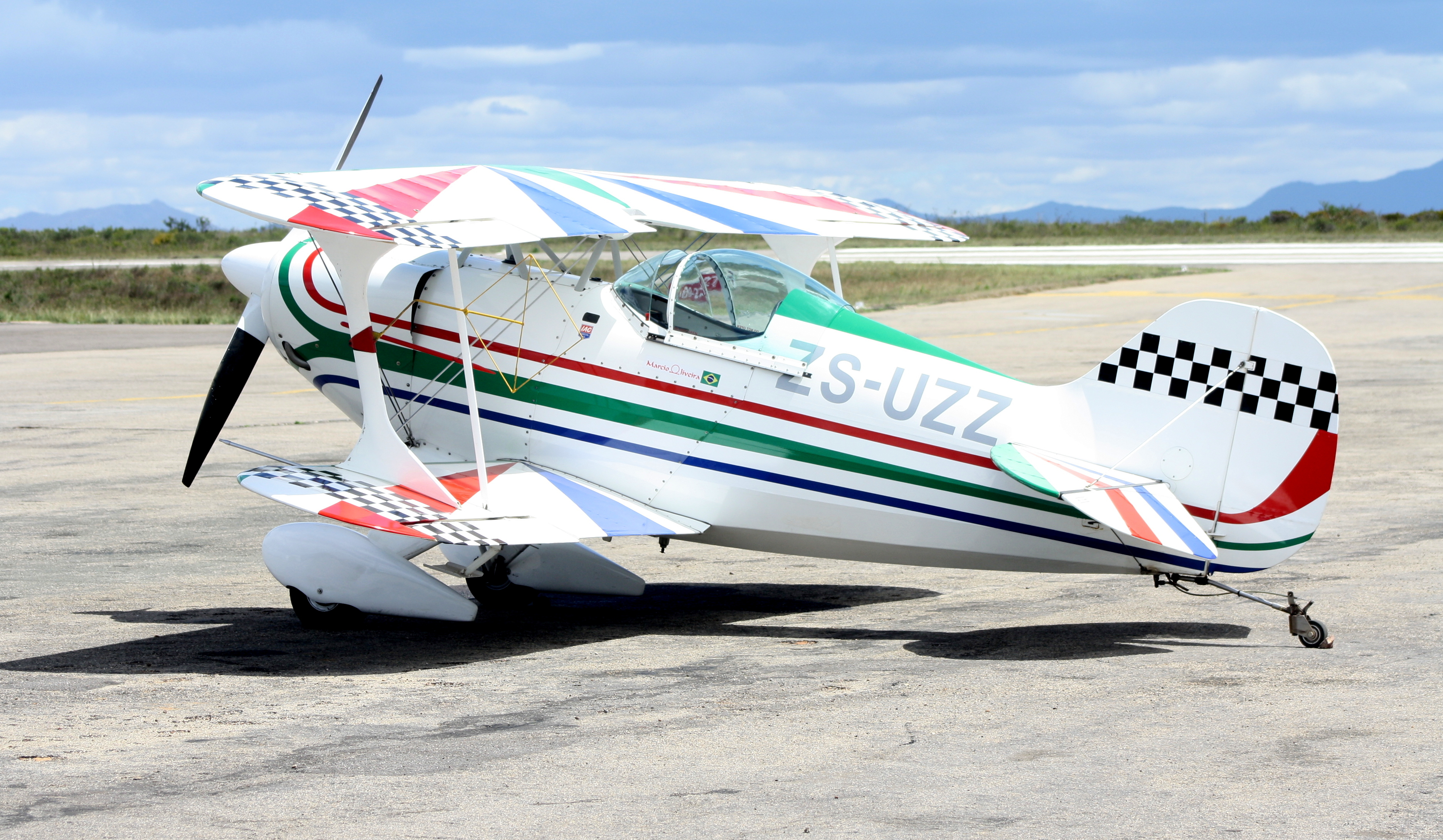
Pitts Special S1-S

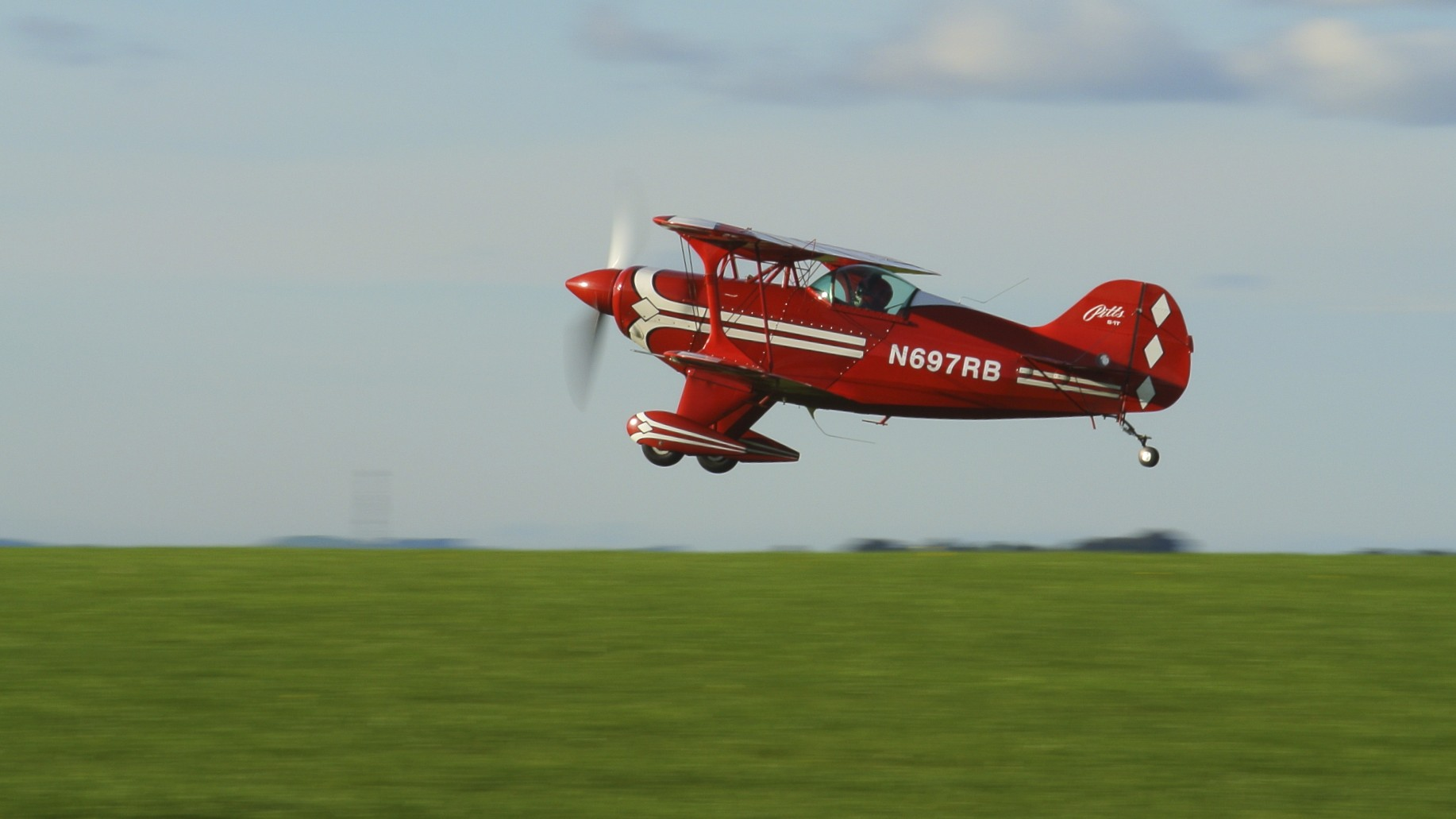
Pitts Special po oderwaniu się od ziemi

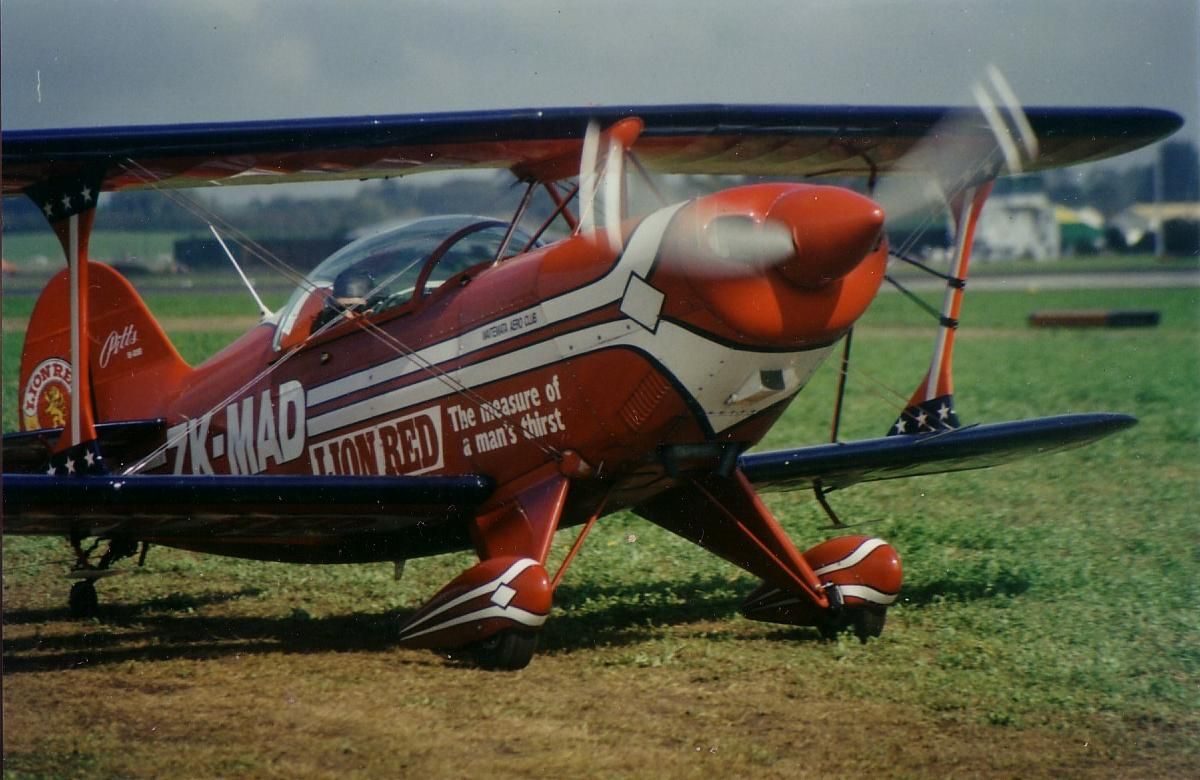
Pitts Special w trakcie startu

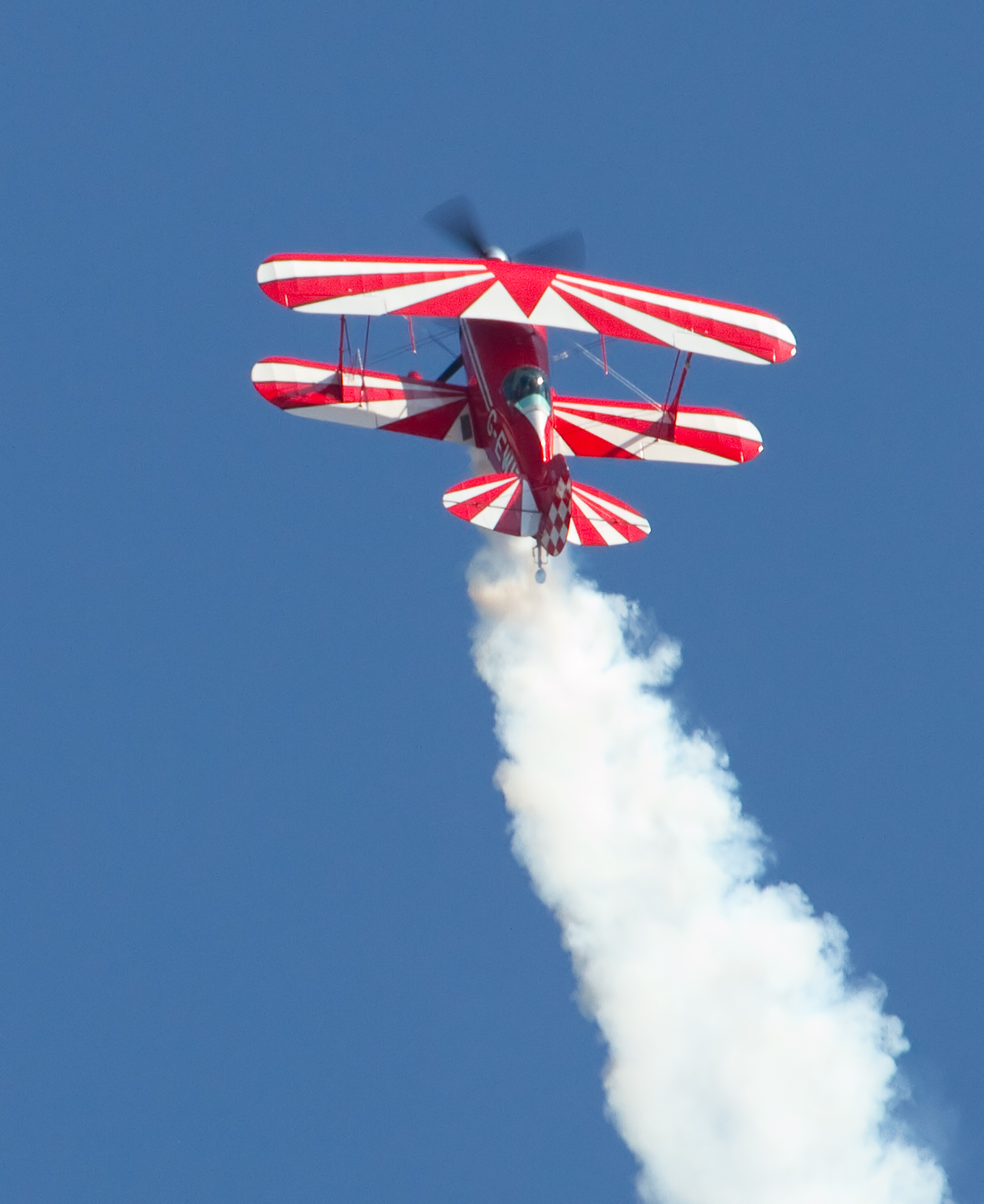
Pitts Special wykonujący akrobacje

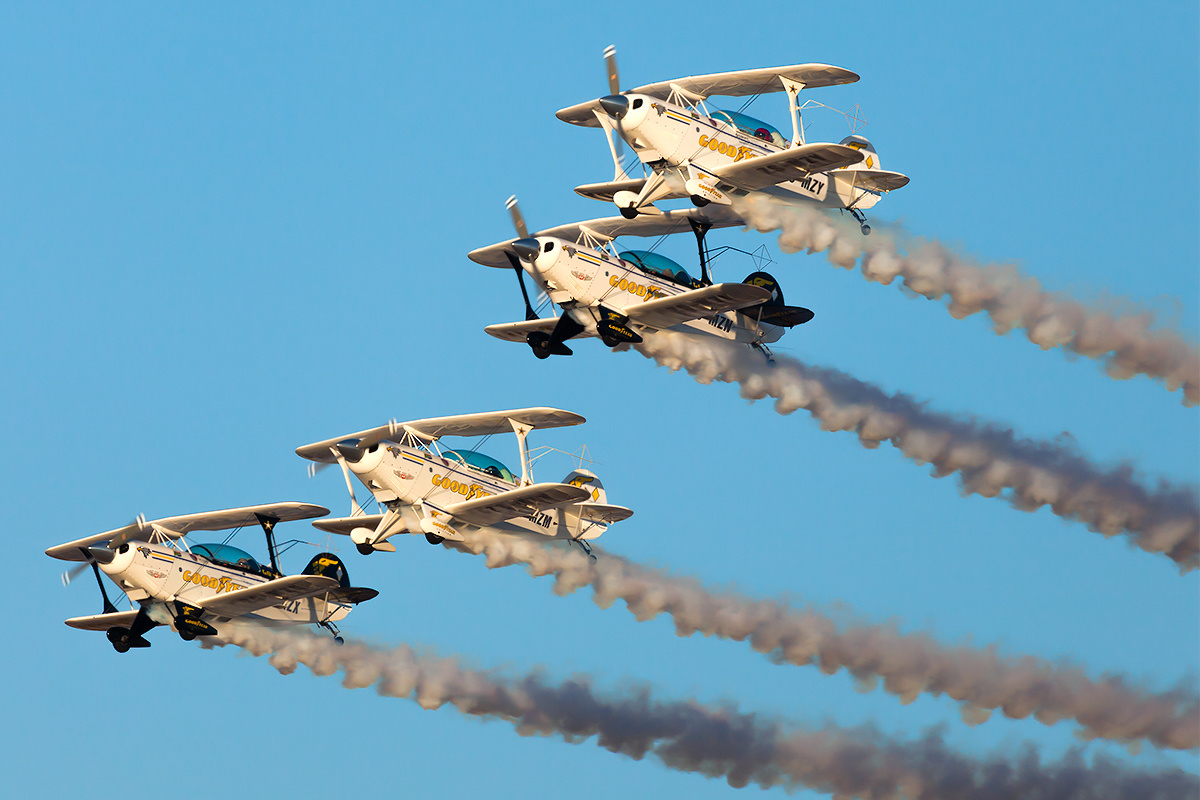
Goodyear Eagles na pokazie akrobatycznym w Al-Ajn

Pitts Special – dwupłatowy samolot akrobacyjny zaprojektowany w 1942 roku przez Curtisa Pittsa. Produkowany w Stanach Zjednoczonych kolejno przez firmy Pitts Aerobatics, Christen Industries, Aviat Aircraft od 1944 roku. Produkowany był w dwóch podstawowych wersjach: jednomiejscowej S-1 i dwumiejscowej S-2. Wyróżniane były także kolejne modyfikacje tych wersji, które różniły się od siebie mocą silnika lub wymiarami.

## Historia
W 1943 roku nad samolotem Pitts Special prace konstrukcyjne rozpoczął amerykański konstruktor Curtis Pitts. Trwały one do 1944 roku. Pitts wyposażył swój samolot w silnik o mocy 67 kW. Pierwsza wersja tego samolotu otrzymała oznaczenie Pitts 190 "Special". Oblotu prototypu dokonano we wrześniu 1944 roku. Część samolotów, które zbudował Curtis Pitts, miało wizerunek skunksa i nazywane były "Stinker". Po zakupie jednego z nich pilotka akrobacyjna Betty Skelton nazwała go "Lil Stinker". Prototypowy Pitts S-2 był określany mianem "Big Stinker". S1-11B nazywany był "Super Stinker", a prototypowy Model 12 "Macho Stinker".
Następnie opracowano kolejną  modyfikację Pitts S-1 o podobnej budowie napędzaną silnikiem Lycoming 0-290-D o mocy 93 kW. Latając egzemplarzu tej wersji pilotka Joyce Case James dwukrotnie zdobyła mistrzostwo kobiet Stanów Zjednoczonych w akrobacji lotniczej. Następne modyfikacje dokonywane przez konstruktorów, którzy często byli jednocześnie pilotami akrobacyjnymi i sami testowali oraz użytkowali własne modyfikacje tego samolotu. Kolejne zmiany szły w kierunku zwiększenia mocy silnika. Stosowano silniki Lycoming o mocy 125 oraz 134 kW. Był to już jednak koniec możliwości modelu o tej koncepcji. Konstrukcja samolotu nie pozwalała na dalsze zwiększanie mocy silnika. W 1962 roku Pitts założył Pitts Enterprises – firmę, która sprzedawała plany samolotu S-1C.
W 1964 roku Curtis Pitts wraz z Gene’em Dearingiem rozpoczęli prace projektowe nad kolejną wersją samolotu. Zmiany objęły głównie skrzydła – zastosowano nowy profil symetryczny oraz zamontowano lotki na obu płatach skrzydła – poprzednie wersje miały lotki tylko na dolnym płacie. Curtis Pitts uzyskał patent na dwupłatową komorę o profilach symetrycznych. W kadłub została wkomponowana druga kabina pilota, co powiększyło samolot o 15 procent. Nowy, dwumiejscowy model nazwano Pitts S-2. Pierwszy prototyp miał silnik typu Lycoming o mocy 134 kW. Oblotu dokonano w 1967 roku Jego jednomiejscowy odpowiednik otrzymał nazwę S-1S. Na wersji S-1S startował B. Herendeen na mistrzostwach świata w akrobacji lotniczej odbywających się w Magdeburgu. Na kolejnych mistrzostwach w Hullavington latająca na S-1S Mary Gaffaney zajęła I miejsce.
Po zakończeniu procedur samolot uzyskał w 1971 roku świadectwo typu FAA. W 1977 roku wersje S-1C i S-1D produkowane były jako zestawy przeznaczone do samodzielnego montażu w fabryce Pitts Aviation Enterprises. Wytwórnia Aerotek w Afton produkowała zestawy do samodzielnego montażu i gotowe samoloty Pitts typu S-1S oraz dwumiejscowe S-2A. W 1974 roku produkcja miesięczna wynosiła dwa samoloty.
W 1977 roku Pitts sprzedał prawa do samolotów Pitts S1 i S2. W 1981 roku właścicielem tych praw stał się Frank Christensen. Christen kontynuował produkcję samolotu w wytwórni lotniczej Christen Industries. Następnie Frank Christensen sprzedał prawa do produkcji samolotu firmie Aviat Aircraft.

## Konstrukcja (Pitts S-2A)
Model Pitts S-2A jest dwupłatem o konstrukcji mieszanej wyposażonym w płaski, czterocylindrowy silnik Lycoming IO-360-А1А z pompą wtryskową Avco o mocy 149 kW.
Skrzydła o obrysie prostokątnym są zakończone półkoliście. Górne skrzydła posiadają niewielki skos w kierunku tyłu maszyny rozpoczynający się od krótkiego baldachimu o rozpiętości takiej, jak szerokość kadłuba. Skrzydło dolne nie posiada skosu. Skrzydła dolne mają lekki wznios. Listwę spływu wykonano z blachy duralowej, natomiast resztę pokrycia z tkaniny dakronowej. Szkielet skrzydła wykonano z drewna i usztywniono wykrzyżowaniami z drutu stalowego. Lotki mają duralowy szkielet. Z blachy duralowej wykonano także pokrycie noska, natomiast resztę pokrycia zrobiono z tkaniny dakronowej. Skrzydło górne zostało podparte na kratowej piramidce, wychodzącej z kadłuba. Dolne i górne skrzydła połączono za pomocą oprofilowanych słupków w kształcie dwuteowym, które wykonano z rury stalowej. Zamknięcie sił w całej strukturze płata uzyskano poprzez wykrzyżowania ze  stalowego drutu profilowanego, biegnące od dolnych przednich wsporników słupków aż do tylnego węzła baldachimu oraz od górnych przednich węzłów słupków do przednich węzłów mocowania podwozia.
Kadłub ma konstrukcję kratownicową oraz wykonany jest z zespawanych rur stalowych. Duralowy szkielet, który został przymocowany do kratownicy, napina pokrycie oraz podtrzymuje pokrywy kadłuba, które zostały zamontowane nad kadłubem. Kabiny pilotów są odkryte.
Pitts S-2A ma usterzenie w układzie klasycznym. Stateczników i stery wykonano z zespawanych rurek stalowych oraz pokryto tkaniną dakronową. Usterzenie usztywnione jest profilowanymi drutami, łączącymi wzajemnie stateczniki i kadłub. Tablice przyrządów zawierają tylko niezbędne urządzenia pilotażowe. Samolot ma klasyczne, stałe podwozie.

## Wersje
Pitts Special był wielokrotnie modyfikowany zarówno przez producentów, jak i przez użytkowników, dlatego powstało wiele wersji tego samolotu.

S-1
Standardowa wersja z jednym miejscem w kabinie, posiada skrzydła z profilem M-6 oraz lotki jedynie na dolnym płacie.

S-1C
Samoloty z jednym miejscem w kabinie budowane amatorsko, posiadają skrzydła z profilem M-6, a lotki znajdują się tylko na dolnym płacie. Stosowano w nich silniki o mocy 75-134 kW. Produkowane były jako zestawy do samodzielnego montażu. W późniejszych latach firma Steen Aero Lab sprzedawała plany konstrukcyjne samolotów tego typu.

S-1D
Jednomiejscowe samoloty podobne do wersji S-1S, budowane amatorsko. Produkowano je jako zestawy do samodzielnego montażu.

S-1E
Samoloty budowane z zestawów do montażu w wersji S-1C. Zastosowano w nich symetryczny profil skrzydła.

S-1F
Wersja z jednym miejscem w kabinie budowana amatorsko, cechuje się większą rozpiętością lotek.

S-1S
Certyfikowana wersja podobna do S-1C. Samolot przeznaczony na zawody. Został wyposażony w okrągły płat i cztery lotki. Napęd stanowi silnik Lycoming AEIO-360-B4A o mocy 134 kW. Produkowane były przez firmę Aerotek, a później Aviat Aircraft. Powstało około 61 egzemplarzy.

S1-SS
Wersja jednomiejscowa podobna do S-1S, lecz przeznaczona do budowy amatorskiej. Zastosowano silniki o mocy 134-149 kW. Plany konstrukcyjne były sprzedawane przez Steen Aero Lab.

S-1T
Wariant S-1C z jednym miejscem w kabinie, który napędzał silnik Lycoming AEIO-360-A1E o mocy 149 kW. Produkowany seryjnie przez przedsiębiorstwo Aerotek. Łącznie powstały 64 sztuki. W 2008 roku wszedł do oferty produkcyjnej firmy Aviat Aircraft.

S1-11B
Jednomiejscowy samolot, którego napęd stanowi silnik Lycoming o mocy 220 kW.

S-2
Wersja z dwoma miejscami w kabinie, napędzana za pomocą silnika Lycoming AEIO-360-B4A o mocy 149 kW.

S-2A
Wersja dwumiejscowa produkowana przez przedsiębiorstwo Aerotek. Napędzał ją silnik Lycoming AEIO-360-A1A lub Lycoming AEIO-360-A1E o mocy 149 kW. Powstało około 259 egzemplarzy.

S-2B
Wersja z dwoma miejscami produkowana przez Aerotek wyposażona w 194-kilowatowy napęd Lycoming AEIO-540-D4A5. Później produkowany w firmie Aviat Aircraft. Wyprodukowano około 196 egzemplarzy.

S-2C
Zmodernizowana wersja S-2B wyposażona w silnik Lycoming o mocy 194 kW. Produkowany seryjnie w zakładach Aviat Aircraft.

S-2E
Samoloty S-2A przeznaczone do amatorskiej budowy z zestawów do samodzielnego montażu.

S-2S
Wersja jednomiejscowa, wytwarzana przez Aerotek, a później Aviat Aircraft. Skrócono kadłub samolotu o 35 cm. Zastosowano silnik Lycoming AEIO-540-D4A5 o mocy 194 kW.

S-2SE
Samoloty S-2S przeznaczone do amatorskiej budowy z zestawów do samodzielnego montażu.

## Użytkownicy
Samoloty Pitts Special były przez lata wykorzystywane na zawodach akrobacyjnych przez zawodowych pilotów oraz przez grupy akrobatyczne. Byli to między innymi Bob Herendeen, Joyce Case oraz Mary Gaffaney. Jedną z najsłynniejszych grup akrobatycznych, wykorzystujących do pokazów samolot Pitts jest zespół Goodyear Eagles.